# Alex Lang
Alex Lang (Lebensdaten unbekannt) war ein schottischer Fußballspieler.

## Karriere
Alex Lang spielte in seiner Fußballkarriere in zwei Spielzeiten für den FC Dumbarton. In der ersten Saison 1891/92 gewann er mit Dumbarton die Schottische Meisterschaft. Dabei kam er einmal am 15. August 1891 gegen den FC Cambuslang zum Einsatz. Möglicherweise pausierte er danach für ein Jahr. In der Spielzeit 1893/94 kam er nochmals in zwei Begegnungen gegen Celtic Glasgow und Heart of Midlothian zum Einsatz.

## Erfolge
mit dem FC Dumbarton
- Schottischer Meister (1): 1892